# De vestallieredes invasion af Tyskland
Efter at have overskredet Rhinen trængte de Vestallierede ind i hele det vestlige Tyskland, fra Østersøen i nord til Østrig i syd inden tyskerne kapitulerede den 7. maj 1945. 
I foråret 1945 var de vestallierede styrker i Europa i en fordelagtig position. På Vestfronten havde de Allierede i december og januar slået tyskernes Ardenneroffensiv tilbage. Denne fejlslagne offensiv havde opbrugt en stor del af Tysklands tilbageværende ressourcer, og de tyske hære var ude af stand til at modstå det afsluttende allierede angreb. Tab i Rhinlandet svækkede den tyske hær yderligere, så der kun var udmarvede enheder tilbage til at forsvare Rhinens østbred. I midten af marts var de Allierede trængt frem til Rhinen langs næsten hele fronten. De havde erobret en intakt bro over floden i Remagen og havde etableret et mindre brohoved på østsiden af floden. De tyske tab under de Allieredes fremrykning mod Rhinen i februar og marts 1945 estimeres til ca. 400.000 mand, herunder 280.000 tilfangetagne..
På Østfronten havde den sovjetiske Røde hær erobret det meste af Polen og var trængt ind i Ungarn og det østlige Tjekkoslovakiet. Den havde gjort holdt ved det, som senere blev til Tysklands grænse mod Polen – Oder-Neisse-linjen. 
Disse hurtige fremstød på Østfronten havde elimineret yderligere kamptrænede tyske enheder og gjorde det yderst vanskeligt for Hitler og den tyske hærledelse at forstærke forsvaret af Rhinen. Da de vestallierede havde færdiggjort deres forberedelser til det afgørende fremstød ind i hjertet af Tyskland, syntes sejren inden for rækkevidde.

## Slagorden

### Allierede styrker
I begyndelsen af 1945 havde den vestallierede øverstkommanderende, general Dwight D. Eisenhower, 73 divisioner til rådighed i Nordvesteuropa. Heraf var 49 infanteridivisioner, 20 panserdivisioner og 4 luftbårne. 49 divisioner var amerikanske, 12 britiske, 8 franske, 3 canadiske og en polsk. Yderligere 7 amerikanske divisioner ankom i løbet af februar, sammen med løbende forstærkninger af de andre allieredes divisioner, så da det endelige angreb på Tyskland blev indledt havde Eisenhower i alt 90 fuldtallige divisioner til rådighed, hvor af 25 nu var pansrede. Han havde således kontrol over en af de største og mest slagkraftige styrker nogensinde. Den allierede front langs Rhinen strakte sig 720 km fra flodens udmunding i Nordsøen i Holland til den schweiziske grænse i syd.
De vestallierede styrker ved fronten var opdelt i tre armégrupper. Mod nord fra Holland til et punkt ca. 15 km nord for Køln lå den britiske 21. armégruppe under feltmarskal Sir Bernard Montgomery. Under Montgomerys kommando var 1. canadiske armé, (Crerar) som holdt den venstre flanke. I centrum lå 2. britiske armé (Dempsey), og på højre fløj lå 9. amerikanske armé (Simpson) mod syd. I centrum af den allierede front fra Køln til et punkt omkring 25 km syd for Mainz lå generalløjtnant Omar Bradleys 12. amerikanske armégruppe. Bradley havde to amerikanske arméer til rådighed: 1. amerikanske armé (Hodges) mod nord og 3. amerikanske armé (Patton) mod syd. Resten af den allierede linje ned til den schweiziske grænse bestod af 6. amerikanske armégruppe under kommando af generalløjtnant Jacob L. Devers, som havde kommandoen over 7. amerikanske armé (Patch) mod nord og den 1. franske armé under (de Tassigny) på den sydlige flanke.
Mens disse tre armégrupper trængte den tyske hær ud af områderne vest for Rhinen, begyndte Eisenhower at genoverveje sine planer for det endelige fremstød over Rhinen og ind i hjertet af Tyskland. Oprindelig havde han planlagt at opmarchere alle sine styrker på Rhinens vestbred og bruge floden som en naturlig barriere, der kunne hjælpe med at skærme de dele af linjen, hvor der ikke var aktivitet. Hovedfremstødet over floden skulle ske i nord med Montgomerys 21 armégruppe, hvorefter enheder herfra skulle fortsætte østpå og mødes med 1. amerikanske armégruppe som skulle gennemføre et sekundært fremstød mod nordøst fra syd for Ruhr-floden. Hvis den lykkedes ville denne knibtangsmanøvre omringe Ruhr-distriktet og afskære størstedelen af Tysklands resterende industrielle kapacitet.

### Tyske styrker
Overfor de Allierede stod OB West under kommando af Albert Kesselring, som havde overtaget posten efter Gerd von Rundstedt den 10. marts. Selv om Kesselring havde opnået et ry som en fremragende defensiv strateg i Italien, havde han ikke tilstrækkelige styrker til at skabe et sammenhængende forsvar. Under kampene vest for Rhinen frem til marts 1945 var de tyske hære på Vestfronten skrumpet ind til at have en styrke på blot 26 divisioner, som var organiseret i tre armégrupper (Heeresgruppe H, B og G). De fik ikke nævneværdige forstærkninger da den tyske overkommando forsøgte at koncentrere flest mulige styrker mod den Røde Hær. (Det blev anslået, at tyskerne i april havde 214 divisioner på Østfronten).
Den 21. marts blev Heeresgruppe H's hovedkvarter omdannet til Heeresgruppe Nordwest under kommando af Ernst Busch. Det betød, at den tidligere chef for Heeresgruppe H Johannes Blaskowitz kunne lede Heeresgruppe Niederlande (25. armé) som var afskåret i Holland. Busch, hvis hovedstyrke bestod af 1. luftbårne armé, skulle udgøre højre fløj i det tyske forsvar. I centrum med ansvar for forsvaret af Ruhr-distriktet havde Kesselring placeret Walter Model, som havde kommandoen over Heeresgruppe B (15. armé og 5. panserarmé) og mod syd lå Paul Hausser's Heeresgruppe G (7. armé, 1. armé og 19. armé).

## Eisenhowers planer
Efter at have erobret Ruhr var det Eisenhowers plan at lade 21. armégruppe fortsætte sin fremrykning østpå over den nordtyske slette mod Berlin. 12. og 6. armégruppe skulle gennemføre en støtteoffensiv for at holde tyske ude af balance og reducere deres muligheder for at stoppe det nordlige fremstød. Denne støtteoffensiv ville også give Eisenhower en grad af fleksibilitet i det tilfælde at det nordlige fremstød kom i vanskeligheder.
Af flere grunde begyndte Eisenhower at ændre på disse planer hen mod slutningen af marts. For det første fik hans hovedkvarter rapporter om at sovjetiske styrker havde etableret et brohoved på vestsiden af Oder, 50 km fra Berlin. Da de allierede hære ved Rhinen var over 500 km fra Berlin og også først skulle passere Elben 300 km fremme virkede det oplagt, at den Røde Hær ville erobre Berlin længe inden de vestallierede kunne nå frem. Eisenhower skiftede derfor fokus over på andre mål, herunder ikke mindst hurtigt at få kontakt med den Røde Hær, så de tyske hære blev delt, og herved forhindre et samlet tysk forsvar. Når det først var nået kunne de resterende tyske styrker nedkæmpes en for en.
Hertil kom spørgsmålet om Ruhr. Selv om Ruhr-distriktet fortsat rummede et betydeligt antal fjendtlige tropper og tilstrækkelig industri til fortsat at være et vigtigt mål, rapporterede de allierede efterretningstjenester, at en stor del af områdets våbenindustri var i færd med at blive flyttet mod sydøst, længere ind i Tyskland. Dette forøgede betydningen af de sydlige fremstød over Rhinen.
Noget andet, som fik Eisenhower til at koncentrere sig om et fremstød i Sydtyskland, var bekymringer over nazisternes Alpefæstning. Ifølge rygterne var Hitlers mest fanatisk loyale tropper i færd med at forberede et langvarigt forsvar af Alperne, som udgjorde et naturligt forsvarsområde i det sydlige Tyskland og vestlige Østrig. Hvis de holdt ud i et år eller mere, ville politisk uenighed mellem Sovjetunionen og Vestmagterne give dem mulighed for at opnå en eller anden form for fordelagtig fredsaftale. I virkeligheden var den tyske hær på det tidspunkt, hvor Rhinen blev krydset, så udmattet af nederlag på både øst- og vestfronten, at den knap var i stand til at gennemføre henholdende kampe, og den havde slet ikke tropper nok til at etablere et velorganiseret forsvar af Alperne. Trods det kunne de allierede efterretningstjenester ikke helt afvise muligheden af at rester af den tyske hær kunne finde på at forsøge et sidste selvmorderisk forsvar af Alperne. At fjerne muligheden for at Hitlers styrker kunne trække sig tilbage til Alperne blev derfor yderligere et argument for at revurdere betydningen af det sydlige fremstød gennem Tyskland.
En af de måske mest tvingende grunde til at lægge mere vægt på det sydlige fremstød skyldtes mere amerikanske end tyske handlinger. Mens Montgomery omhyggeligt planlagde hovedfremstødet mod nord med massiv artilleriforberedelse og en landsætning fra luften, udviste de amerikanske styrker i syd den form for grundlæggende aggressivitet, som Eisenhower gerne ville se. Den 7. marts havde enheder fra generalløjtnant Courtney H. Hodges' 1. armé erobret en bro over Rhinen ved Remagen og havde gradvist udvidet brohovedet.
Mod syd i Saar-Pfalz havde generalløjtnant George S. Pattons 3. armé tildelt den tyske 7. armé et ødelæggende slag og i samarbejde med den 7. amerikanske armé havde den omtrent udslettet den 1. tyske armé. I løbet af fem dages kampe mellem den 18. – 22. marts havde Pattons styrker taget over 68.000 tyske soldater til fange. Disse operationer havde fjernet de sidste tyske stillinger vest for Rhinen. Selv om Montgomerys fremstød fortsat var tænkt som hovedfremstødet, ønskede Eisenhower ikke at det momentum, som de amerikanske styrker havde opnået i syd skulle sættes over styr ved at de blot holdt linjen ved Rhinen eller blot foretog mindre angreb over den. I slutningen af marts hældede den øverstkommanderende således i retning af en beslutning om at lægge større ansvar på sine sydlige styrker. Begivenhederne i de første dage af det afsluttende felttog var tilstrækkeligt til at overbevise ham om, at det var den rigtige beslutning.

## Operationer
Den 19. marts beordrede Eisenhower Bradley til at forberede 1. armé til et udbrud fra brohovedet ved Remagen når som helst efter den 22. marts. Under indtryk af 3. armés gode resultater i Saar-Pfalz området gav Bradley samme dag Patton grønt lys for et angreb over Rhinen snarest muligt for at få endnu en slagkraftig styrke på Rhinens østlige bred til at beskytte 1. armés flanke.
Det var præcist den ordre Patton havde håbet på. Den amerikanske general mente, at hvis der blev overført en tilstrækkelig stor styrke over floden og den gjorde gode fremskridt så ville Eisenhower måske overdrage ansvaret for ansvaret for hovedfremstødet ind i Tyskland fra Montgomerys 21. armégruppe til Bradleys 12. Patton var også glad for at få mulighed for at komme over Rhinen inden Montgomery og opnå den udmærkelse for 3. armé at være den første angrebsstyrke, som havde krydset Rhinen i nyere tid. For at opnå dette måtte han handle hurtigt.
Den 21. marts beordrede Patton sit 12. korps til at forberede et angreb over Rhinen den følgende aften, en dag inden Montgomerys planlagte overgang. Selv om dette bestemt var en kort frist, var 12. korps ikke helt uforberedt. Så snart Patton den 19. marts havde fået ordre til at forberede en overgang over Rhinen var han begyndt at sende stormbåde, brobygningsudstyr og andre forsyninger frem fra depoter i Lorraine, hvor de havde været opmagasineret siden efteråret i forventning om netop sådan en mulighed. Da de så dette udstyr ankomme behøvede hans soldater ved fronten ingen ordrer fra hovedkvarteret for at forstå hvad det betød.
Valget af stedet hvor floden skulle krydses var af afgørende betydning. Patton vidste at det mest oplagte sted at krydse floden var ved Mainz eller lige nord for byen. Dette sted var oplagt fordi 
floden Main flød nordpå 50 km øst for og parallelt med Rhinen, hvorefter den drejer vestpå og har udløb i Rhinen ved Mainz. Et fremstød syd for byen ville således betyde at man skulle krydse to floder i stedet for en. Patton indså imidlertid også, at tyskerne var klar over denne vanskelighed og ville forvente et angreb nord for Mainz. Derfor besluttede han at lave et skinangreb ved Mainz og gennemføre det egentlige angreb Nierstein-Oppenheim, 15 km syd for byen. Efter dette indledende angreb, som 12. korps skulle gennemføre, skulle 8. korps gennemføre yderligere overgange ved Boppard og St. Goar 40-50 km nordvest for Mainz.
Terrænet omkring Nierstein og Oppenheim var fordelagtigt til artilleristøtte med højdedrag på den vestlige bred, som havde udsigt til et forholdsvis fladt område mod øst. Dette flade område betød imidlertid også, at brohovedet skulle forstærkes hurtigt og kraftigt og udvides i en fart, da der ikke var højdedrag hvor der kunne etableres et forsvar. Vigtigheden af hurtigt at etablere et stort brohoved blev understreget af, at der ville være over 10 km inden man nåede til ordentlige veje ved byen Grossgerau.

### 12. armégruppe krydser Rhinen (22. marts)
Mens månen lyste på nattehimlen den 22. marts, begyndte enheder fra 12. amerikanske korps' 5. infanteridivision at krydse Rhinen. Ved Nierstein mødte angrebet ingen modstand. Da de første både nåede østbredden overgav 7 overraskede tyskere sig og padlede uden eskorte over til den vestlige bred for at blive taget i forvaring. Op ad floden ved Oppenheim gik operationen ikke helt så let. Den første bølge af stormbåde var halvvejs over floden, da tyskerne begyndte at beskyde dem med maskingeværer. En intens skudveksling fulgte i omkring 30 minutter, mens stormbådene fortsatte over floden og de som allerede var kommet over floden angreb de spredte tyske stillinger. Til sidst overgav tyskerne sig og ved midnatstid begyndte enheder at rykke frem og konsolidere brohovedet og angribe de første landsbyer inde i land. Den tyske modstand var sporadisk overalt, og de hastigt forberedte modangreb havde ikke stor effekt og forårsagede ikke større tab. Tyskerne manglede både tropper og tungt udstyr for at kunne gennemføre et mere beslutsomt forsvar.
Midt på eftermiddagen den 23. marts var alle tre regimenter i 5. infanteridivision i brohovedet og et tilknyttet regiment fra 90. amerikanske division var i færd med at krydse floden. Kampvogne og angrebsartilleri var blevet færget over floden hele dagen og om aftenen blev en pontonbro åbnet for trafik. Ved midnat havde infanterienheder udvidet brohovedet så det strakte sig mere end 8 km ind i landet, og havde dermed sikret at det første angreb over Rhinen i nyere tid var en klar succes.
3. armé gennemførte hurtigt herefter yderligere to overgange med 8. korps. I de tidlige morgentimer den 25. marts krydsede enheder fra 87. infanteridivision Rhinen mod nord ved Boppard, og ca. 24 timer senere krydsede enheder af 89. infanteridivision 13 km syd for Boppard ved St. Goar. Forsvaret på disse steder var noget mere beslutsomt end det 12. korps havde stået overfor, men overgangene blev mere generet af terrænet. 8. korps overgangssteder var placeret langs Oberes Mittelrheintal, hvor floden havde skåret en dyb kløft mellem to bjergkæder og skabt stejle vægge, som var over 90 meter høje på begge sider. Hertil kom at floden flød hurtigt og med uforudsigelige strømninger på dette sted. Trods terrænet og fjendens maskingeværer og 20 mm antiluftskyts lykkedes det tropperne fra 8. korps at få kontrol over højderne på østbredden og ved aftenstid den 26. marts, mens den tyske modstand ved at bryde sammen hele vejen langs Rhinen, var de ved at forberede sig på at forsætte fremrykningen næste morgen.

### 6. armégruppe krydser Rhinen (26. marts)
Tyskernes bekymringer blev ikke mindre af at 6. armégruppe foretog et angreb over Rhinen den 26. marts. Ved Worms omkring 40 km syd for Mainz etablerede 7. armés 15. korps et brohoved, som blev forbundet med den sydlige dels af 3. armés brohoved allerede tidligt den følgende dag. Efter at have overvundet kraftig lokal modstand rykkede 15. korps også ind i landet, hvor de primært blev angrebet fra små tyske stillinger i landsbyerne på vejen.

### 21. armégruppe planlæggerOperation Plunder
Om aftenen den 23. marts efter 12. korps angreb over Rhinen bekendtgjorde Bradley, at dette var lykkedes. 12. armégruppes chef sagde, at amerikanske styrker kunne krydse Rhinen hvor som helst uden luftbombardement eller luftbårne styrker, et hip til Montgomery hvis tropper netop da var i færd med at forberede deres eget fremstød over Rhinen efter intenst og nøje planlagt forberedelse med artilleri og luftlandsætninger af to luftbårne divisioner.
Feltmarskal Montgomery udviste sin nu legendariske omhyggelige og forsigtige tilgang til sådanne operationer, noget han tidligt havde lært under sine sammenstød med Rommel i Nordafrika, og noget han ikke uden videre glemte. Mens hans styrker havde nærmet sig flodens østlige bred havde Montgomery således fortsat med en af de mest massive opbygninger af tropper og udstyr under hele krigen. Hans detaljerede planer, der havde kodenavnet Operation Plunder, kunne sammenlignes med invasionen i Normandiet hvad angik antallet af tropper og tons udstyr, forsyninger og ammunition. 21. armégruppe havde 30 fuldtallige divisioner, 11 i både 2. britiske og 9. amerikanske armé og 8 i 1. canadiske armé, hvilket betyd at Montgomery rådede over 1.250.000 mand.
Ifølge Operation Plunder skulle 2. arme krydse Rhinen tre steder langs 21. armégruppes front – ved Rees, Xanten og Rheinberg. Overgangen skulle forberedes gennem flere ugers luftbombardementer og en afsluttende massiv artilleriforberedelse. Den kraftige bombekampagne, som blev kaldt afskæringen af Nordvesttyskland, gik i første række ud på at afskære kommunikations- og forsyningslinjerne mellem Ruhr og resten af Tyskland. De vigtigste mål var jernbanestationer, broer og kommunikationscentre, og hertil kom angreb mod anlæg til fremstilling og oplagring af brændstof samt andre vigtige industriområder. I de tre sidste dage inden Montgomerys angreb blev mål i Ruhrområdet mod sydøst mål for 11.000 flystarter, hvilket i praksis afskar Ruhr-distriktet og lettede byrden på Montgomerys angrebsstyrker.
Montgomery havde oprindelig planlagt med at tilknytte et korps fra 9. amerikanske armé til 2. britiske armé, som kun skulle bruge af korpsets divisioner til det indledende angreb. Resten af 9. armé skulle forblive i reserve indtil brohovedet var klar til at blive udvidet. 9. armés chef, generalløjtnant William H. Simpson og 2. britiske armés generalløjtnant Sir Miles Dempsey var uenige i denne plan. Begge mente, at planen ikke udnyttede den enorme styrke af mænd og udstyr som 9. armé havde samlet sammen og ignorerede de mange logistiske problemer ved at placere 9. armés overgangssteder indenfor 2. armés område.
Feltmarskal Montgomery reagerede på disse indvendinger ved at lave nogle små ændringer af planen. Selv om han nægtede at forøge antallet af amerikanere, som skulle krydse floden, til mere end to divisioner, gik han ind på at lade dem være under kontrol af 9. armé frem for under 2. armé. For at forøge Simpsons mulighed for at udnytte sin hærs styrke ved udvidelse af brohovedet gik Montgomery også med til at overlade broerne ved Wesel, lige nord for skillelinjen mellem de to arméer, til 9. armé så snart brohovedet var sikret.
I den sydligste del af 21. armégruppes angrebsområde skulle 9. armés angrebsdivisioner krydse Rhinen over en 18 km lang front syd for Wesel og floden Lippe. Denne styrke skulle blokere for tyske angreb fra Ruhr. På grund af det dårlige vejnet på Rhinens højre bred på dette stykke skulle et andet korps fra 9. armé krydse over de lovede broer ved Wesel gennem den britiske zone nord for Lippefloden, hvor der var masser af gode veje. Efter at være stødt 150 km frem skulle dette korps møde enheder fra 1. armé i nærheden af Paderborn og dermed fuldende omringningen af Ruhr-området.
En anden vigtig del af Montgomerys plan var Operation Varsity, som gik ud på at 2 luftbårne divisioner fra 18. luftbårne korps skulle gennemføre en luftlandsætning øst for Rhinen. I modsætning til den herskende doktrin, som gik ud på at luftlandsætninger skulle foregå langt bag fjendens linjer adskillige timer inden et amfibieangreb, var Varsitys nedkastningszoner placeret tæt bag den tyske front indenfor rækkevidde af de allieredes artilleri. Hertil kom, at for at undgå at de luftbårne styrker blev fanget i artilleriforberedelsen skulle de først nedkastes efter at landgangstropperne var nået frem til Rhinens østlige bred. Om det var klogt at placere letbevæbnede luftbårne tropper så tæt på hovedslagmarken var omdiskuteret, og planen om at amfibiestyrkerne skulle krydse Rhinen inden luftlandsætningerne rejste spørgsmål om nytten af at foretage en luftlandsætning i det hele taget. Montgomery mente imidlertid at faldskærmstropperne hurtigt ville få forbindelse med amfibiestyrkerne og at man derved ville få placeret den stærkeste styrke i brohovedet så hurtigt som muligt. Når brohovedet var sikret skulle 6. britiske luftbårne division overgå til 2. armé, mens 17. amerikanske division ville overgå til 9. armé.

### Montgomery indlederOperation Plunder(23. marts)
Montgomerys offensiv begyndte om aftenen den 23. marts med at 2. britiske armés angrebsstyrker samledes ved tre hovedovergangssteder: Rees i nord, Xanten i centrum og Wesel mod syd. De to divisioner fra 9. armé, som havde fået til opgave at angribe, koncentrerede sig omkring i området ved Rheinberg syd for Wesel. På det nordlige overgangssted indledte enheder fra 2. armés 30. korps angrebet omkring kl. 21 i et forsøg på at aflede tyskernes opmærksomhed fra hovedovergangene ved Xanten i centrum og Rheinberg mod syd. Den første angrebsbølge krydsede hurtigt floden og mødte kun lidt modstand. I mellemtiden slap 2. armés kommandobrigade over floden 3 km nord for Wesel og ventede 1½ km fra byen mens den blev ødelagt af et tusinde tons bomber, som blev nedkastet af RAF Bomber Command. Kommandosoldaterne sikrede sig byen om formiddagen den 24. marts, om end der forekom spredt modstand indtil om morgenen den 25. marts. 2. armés 12 korps og 9. armés 16. korps begyndte deres hovedangreb omkring kl. 2 om natten den 24. marts efter et massivt artilleri- og luftbombardement.
Til overgangen havde den amerikanske chef for 9. armé, general Simpson, valgt de kampvante 30. og 79. infanteridivisioner fra 16. korps. 30. division skulle krydse floden mellem Wesel og Rheinberg mens 79. division skulle angribe syd for Rheinberg. 8. panserdivision var i reserve sammen med 35. og 75 division foruden 9. armés 13. og 19. korps, som hver havde tre divisioner. Det var Simpsons plan at indsætte 19. korps så hurtigt som muligt efter at brohovedet var blevet sikret, og bruge 13. korps til at holde fronten ved Rhinen syd for overgangsstederne.
Efter en time med ekstrem intens artilleriforberedelse, som blev overvåget af general Eisenhower selv, indledte 30. infanteridivision angrebet. Artilleribeskydningen havde været så effektiv og så præcist timet, at angrebsbataljonerne blot krydsede i floden med deres amfibiekøretøjer og indtog den højre bred uden at møde nævneværdig modstand. Efterhånden som efterfølgende enheder krydsede floden begyndte tropperne at sprede sig for at erobre de første landsbyer inde i landet og mødte her kun minimal modstand. En time senere, kl. 3, begyndte 79. division sin overgang længere oppe ad floden, og opnåede stort set de samme resultater. Efterhånden som tungt udstyr blev færget over Rhinen begyndte begge divisioner at trænge øst på og nåede mellem 5 og 10 km ind i de tyske forsvarslinjer i løbet af dagen.
Mod nord var de britiske overgange også gået godt, og de fremrykkende tropper fik forbindelse med de luftbårne styrker inden natten faldt på. På dette tidspunkt havde faldskærmstropperne nået alle deres mål for førstedagen, og de havde desuden taget 3.500 fanger.
Mod syd opdagede man et hul i forsvarslinjen foran 30. division, og det gav håb om at man kunne gennemføre at storstilet udbrud fra brohovedet den 25. marts. Da mindre angreb om morgenen den 25. marts ikke resulterede i større reaktioner dannede divisionschefen generalmajor Leland S. Hobbs to mobile kolonner, som skulle gennemføre dybere fremstød med henblik på at trænge helt igennem de tyske forsvarslinjer og bryde igennem til det tyske bagland. Uheldigvis havde Hobbs ikke taget højde for at der stort set ikke var noget vejnet foran 16. divisions brohoved. I forsøget på at trænge gennem tyk skov på dårlige jordveje og ad mudrede stier, som effektivt kunne forsvares af nogle få beslutsomme soldater og velplacerede vejspærringer nåede kolonnerne kun omkring 3 km frem i løbet af den 25. Den følgende dag nåede det noget længere, og en af kolonnerne nåede endda sit mål efter at slæbt sig 10 km frem. Den langsomme fremrykning tvang imidlertid Hobbs til at opgive håbet om et hurtigt udbrud.
Udover de dårlige veje blev 30. divisions udbrudsforsøg også hæmmet af den tyske 116. panserdivision. Det var den eneste kraftige enhed, som var til rådighed til at blive indsat imod allieret overgang over Rhinen mod nord. 116. panserdivision begyndte at bevæge sig sydpå fra den hollandske grænse den 25. marts mod det som tyskerne anså for den farligste trussel, nemlig 9. amerikanske armé. Panserdivisionen begyndte at gøre sig gældende næsten øjeblikkeligt, og ved slutningen af den 26. marts havde kombinationen af terrænet og de fjendtlige panserstyrker betydet en drastisk reduktion i 30. divisions fremrykning. Da 79. division samtidig mødte hård modstand mod syd blev general Simpson nødt til at indsætte nogle af de styrker som ventede på Rhinens vestlige bred. Sent den 26. marts begyndte 8. panserdivision at rykke ind i brohovedet.
Selv om panserdivisionen forbedrede hans offensive muligheder i brohovedet var Simpson mere interesseret i at sende 19. korps over broerne ved Wesel, som Montgomery havde givet tilsagn om, og bruge de bedre veje nord for Lippe til at omgå fjenden foran 30. division. På grund af pres fra tyskerne i den nordlige del af 2. armés brohoved havde briterne problemer med at få færdiggjort broerne ved Xanten og overførte derfor hovedparten af deres køretøjer over floden ved Wesel. Montgomery gav kun 9. armé lov til at bruge broerne ved Wesel i 5 af døgnets 24 timer, og da vejene nord for Lippe var under 2. armés kontrol, kunne general Simpson ikke få tilstrækkelig store styrker på plads til hurtigt at foretage en omgående bevægelse.

### Heeresgruppe B omringes i Ruhrkedlen (1. april)
Frem til den 28. marts havde 8. panserdivision kun udvidet brohovedet med omkring 5 km og havde endnu ikke nået Dorsten, en by omkring 25 km øst for Rhinen, hvor vejkryds gav muligheder for at udvide 16. korps offensive muligheder. Samme dag meddelte Montgomery imidlertid at de østgående veje ud af Wesel ville blive overgivet til 9. armé den 30. marts og at broerne over Rhinen ved Wesel ville blive overdraget dagen efter. Ligeledes den 28. marts nåede enheder fra den amerikanske 17. luftbårne division, som opererede nord for Lippe-floden sammen med britiske panserstyrker frem til et punkt ca. 50 km øst for Wesel, og åbnede derved en korridor for 19. korps samtidig med at Dorsten og fjenden mod syd blev udflankeret. General Simpson havde nu både lejlighed og midler til at indsætte 9. armés fulde styrke og for alvor begynde fremrykningen nordpå for at omringe Ruhr.
Simpson begyndte med at flytte enheder fra 19. korps – 2. panserdivision – ind i 16. korps' brohoved den 28. marts med ordre om at krydse Lippe øst for Wesel, og derved undgå trafikpropperne i byen. Efter at være kørt nord for Lippe den 29. marts brød 2. panserdivision igennem sent på aftenen fra den fremskudte stilling, som 18. luftbårne korps havde etableret omkring Haltern, 19 km nordøst for Dorsten. I løbet af den 30. og 31. marts foretog panserdivisionen en uafbrudt fremrykning 65 km øst på til Beckum, og afskar herved to af Ruhr-områdets tre resterende jernbanelinjer samt motorvejen til Berlin. Mens resten af 19. korps fulgte i kølvandet på denne bemærkelsesværdige fremrykning gennemførte 1. armé sit lige så bemærkelsesværdige fremstød omkring de sydlige og østlige dele af Ruhr-området.
1. armés fremrykning fra brohovedet ved Remagen begyndte med et udbrud inden daggry den 25. marts. Den tyske feltmarskal Walter Model, hvis Heeresgruppe B havde til opgave at forsvare Ruhr, havde fortrinsvis placeret sine tropper langs den øst-vestgående Sieg-flod syd for Køln idet han forventede at amerikanerne ville angribe direkte nordpå fra brohovedet ved Remagen. I stedet stødte 1. armé mod øst i retning af Gießen og Lahn-floden 100 km fra Remagen inden den drejede nordpå mod Paderborn og en sammenkobling med 9. armé. Alle tre korps i 1. armé deltog i udbruddet, som på førstedagen involverede 5 infanteri- og 2 panserdivisioner. Det amerikanske 7. korps på venstre fløj havde det sværest som følge af den tyske koncentration nord for brohovedet, men trods det lykkedes det dens panserkolonner at trænge 20 km frem fra deres udgangspunkt. 3. korps i midten indsatte ikke sine panserstyrker på udbruddets første dag, men nåede alligevel 6 km frem. 5. korps på højre fløj rykkede mellem 8 og 13 km frem med minimale tab.
Den følgende dag – 26. marts – udnyttede panserdivisionerne fra alle tre korps denne indledende fremrykning til at skabe et fuldstændigt gennembrud, fejede al modstand til side og kørte efter behag rundt i fjendens bagland. Ved slutningen af den 28. marts havde general Hodges 1. armé krydset Lahn og var trængt mindst 80 km frem fra deres udgangspunkt samtidig med at den havde taget tusinder af tyske soldater til fange undervejs. Det lod ikke til at tyskerne noget steds var i stand til at stille et solidt forsvar på benene. Den 29. marts drejede 1. armé sydpå mod Paderborn, omkring 130 km nord for Giessen, idet dens højre flanke var dækket af 3. armé, som var brudt ud af sit eget brohoved og var på vej mod nordøst i retning af Kassel.
En styrke fra 7. korps' 3. panserdivision, som rådede over nogle af de nye tunge M26 Pershing kampvogne var i spidsen for fremrykningen mod Paderborn den 29. marts. Ved at tilknytte et infanteriregiment fra 104. infanteridivision til panserdivisionen og ved at følge tæt efter med resten af 104. division var 7. korps velforberedt på at kunne holde alle de områder det erobrede. Efter at være rullet 72 km nordpå uden tab stoppede den mobile styrke for natten 24 km fra målet. Da den genoptog fremrykningen næste dag stødte den straks på kraftig modstand fra elever fra et SS pansertræningscenter i nærheden af Paderborn. Udstyret med omkring 60 kampvogne ydede eleverne fanatisk modstand og stoppede den amerikanske fremrykning hele dagen. Da den amerikanske styrke ikke formåede at rykke frem den 31. marts spurgte chefen for 7. korps generalmajor J. Lawton Collins general Simpson om hans 9. armé, som var på vej østpå nord for Ruhr kunne hjælpe. Simpson gav herefter en kampgruppe fra 2. panserdivision, som netop var nået til Beckum, om at rykke 25 km mod sydøst til Lippstadt, halvvejs mellem Beckum og den stoppede spydspids fra 3. panserdivision. Tidligt på eftermiddagen den 1. april mødtes enheder fra 2. og 3. panserdivisioner ved Lippstadt, så der var forbindelse mellem 9. og 1. armé samtidig med at Ruhr-området og Models Heeresgruppe B blev omringet af amerikanerne.
Da marts blev til april fulgte offensiven øst for Rhinen helt de Allieredes planer. Alle arméer som skulle krydse Rhinen havde enheder øst for floden, inklusiv den 1. canadiske armé mod nord, som sendte en division gennem det britiske brohoved ved Rees og 1. franske armé mod syd, som den 31. marts etablerede sit eget brohoved ved at angribe over floden ved Germersheim og Speyer, ca. 80 km syd for Mainz. Med opsigtsvækkende daglige fremstød og stadig svagere modstand fra fjenden var felttoget der skulle afslutte krigen mod Tyskland i færd med at skifte karakter til en generel forfølgelse.
I centrum af den allierede linje indsatte Eisenhower en ny 15. armé under 12. armégruppes kontrol. De havde til opgave at holde den vestlige front mod Ruhr langs Rhinen mens 9. og 1. armé pressede de tyske forsvarere i Ruhrkedlen fra nord, øst og syd. Efter at Ruhr var blevet indtaget skulle 15. armé overtage besættelsen af området mens 1. 9. og 3. armé trængte længere ind i Tyskland.

### Eisenhower flytter vægten over til 12. armégruppes front (28. marts)
Mens disse begivenheder fandt sted bekendtgjorde Eisenhower den 28 marts sin beslutning om at ændre planerne vedrørende den fortsatte offensiv. Når Ruhr var blevet omringet ville han have, at 9. armé blev overført fra 21. til 12. armégruppe. Efter at Ruhrkedlen var blevet erobret skulle hovedfremstødet østpå foretages af Bradley's 12. armégruppe i centrum i stedet for Montgomerys 21. armégruppe mod nord, som oprindelig planlagt. Montgomerys styrker skulle sikre Bradleys nordlige flanke, mens Devers' 6. armégruppe skulle dække Bradleys sydlige skulder. Desuden var det overordnede mål ikke længere Berlin, men derimod Leipzig hvor en forbindelse med den Røde Hær ville de de resterende tyske styrker i to. Når dette var sket skulle 21, armégruppe tage Lübeck og Wismar ved Østersøen, og dermed afskære de tyske tropper på Den jyske Halvø mens 6. armégruppe og 3. armé trængte syd på ind i Østrig.
Den britiske premierminister Winston Churchill og stabschefen Sir Alan Brooke var voldsomt imod den nye plan. Selv om russerne var nær Berlin hævdede de, at byen stadig var et kritisk politisk om ikke militært mål. Eisenhower, som fik støtte fra den amerikanske stabschef, var uenig. Hans afgørende mål var at opnå en militær sejr hurtigst muligt. Hvis den politiske ledelse i USA gav ham ordre til at erobre Berlin, eller hvis der opstod en situation hvor det ville være fornuftigt af militære grunde at erobre den tyske hovedstad ville Eisenhower gøre det, men ellers ville han forfølge de mål, som hurtigst kunne afslutte krigen. Hertil kom, at da Berlin og resten af Tyskland allerede var blevet delt op i besættelseszoner af repræsentanter for de allierede regeringer ved Jaltakonferencen, så Eisenhower ingen politisk fordel i et kapløb mod Berlin. Ethvert område, som de Vestallierede erobrede i den kommende sovjetiske zone skulle blot overdrages til de sovjetiske myndigheder efter krigen. Det endte med at felttoget blev gennemført som Eisenhower havde planlagt det.

### Ruhrkedlen elimineres (18. april)
Det første trin i gennemførelsen af Eisenhowers plan bestod i elimineringen af Ruhrkedlen. Allerede inden omringningen var gennemført var tyskerne i Ruhr begyndt at gøre forsøg på at bryde ud mod øst. Alle forsøg var uden videre blevet slået tilbage af de langt overlegne allierede styrker. I mellemtiden begyndte 1. og 9. armé at forberede konvergerende angreb med den øst-vest gående Ruhr-flod som grænse. 9. armés 16. korps, som havde placeret sig nord for Ruhr-området efter at have krydset Rhinen ville få støtte i sit sydgående fremstød af to divisioner fra 19. korps. Resten ville fortsætte med at trænge østpå sammen med 13. korps. Syd for Ruhrfloden ville 1. armés nordgående fremstød blive gennemført af 18. luftbårne korps, som var blevet overført til Hodges efter Operation Varsity, sammen med 3. korps, mens 1. armés 5. og 7. korps fortsatte offensiven mod øst. 9. armés sektor af Ruhrkedlen, som godt nok kun var omkring en tredjedel så stor som 1. armés sektor syd for Ruhr omfattede hovedparten af det tæt befolkede industriområde i Ruhrkedlen. 1. armés område bestod derimod af uvejsomt stærkt bevokset terræn med dårlige veje.
Da fælden klappede i omkring tyskerne i Ruhr den 1. april var deres skæbne beseglet. I løbet af dage blev de alle dræbt eller taget til fange. Den 4. april, den dag den overgik til Bradleys kontrol, begyndte 9. armé sit angreb sydpå mod Ruhrfloden. Mod syd indledte 1. armé sit angreb den 5. og 18. luftbårne korps sluttede sig til det nordgående angreb den 6. Den tyske modstand, som i starten var ganske beslutsom, aftog hurtigt. Den 13. april havde 9. arme ryddet den nordlige del af Ruhrkedlen, mens dele af 18. luftbårne korps – 8. infanteridivision, nåede Ruhrflodens sydlige bred, og hermed delte den sydlige del i to lommer. Der blev dagligt taget tusindvis af fanger. Mellem 16. – 18. april, hvor al modstand ophørte og resterne af Heeresgruppe B formelt overgav sig, havde tyske tropper i stort tal overgivet sig overalt i området. Heeresgruppe B's øverstkommanderende Walter Model begik selvmord den 21. april.
Det endelige antal fanger i Ruhrkedlen nåede op på 325.000, langt flere end amerikanerne havde ventet. Der blev hastigt indhegnet store åbne marker med pigtråd for at lave improviserede krigsfangelejre, hvor fangerne ventede på, at krigen skulle slutte, så de kunne få mulighed for at tage hjem. Tusindvis af befriede tvangsarbejdere og allierede krigsfanger lagde et yderligere pres på amerikanernes logistik.

### 12. armégruppe forbereder sit endelige fremstød
I mellemtiden havde de øvrige allierede styrker nord, syd og øst for Ruhr haft travlt med at tilpasse deres linjer som forberedelse til det endelige fremstød gennem Tyskland. Efter den nye plan skulle Bradleys 12. armégruppe gennemføre hovedangrebet med Hodges 1. armé i centrum i østlig retning mod Leipzig og Elben 210 km borte. Mod nord skulle 9. armés 19. og 13. korps også rykke frem mod Elben i retning af Magdeburg omkring 100 km nord for Leipzig, selv om hærchefen general Simpson håbede at få lov til at fortsætte helt til Berlin. Mod syd skulle Pattons 3. armé rykke østpå til Chemnitz omkring 65 km sydøst for Leipzig, men et godt stykke inden Elben, og derpå dreje sydpå ind i Østrig. Samtidig skulle general Devers' 6. armégruppe rykke sydpå gennem Bayern og Schwarzwald til Østrig og Alperne, og dermed fjerne truslen om et sidste naziforsvar der.
Mens 3. armé gjorde holdt den 4. april for at give 12. armégruppe mulighed for at nå med, gjorde 3. armé to betydningsfulde opdagelser. I nærheden af byen Merkers fandt enheder fra 90. infanteridivision en forseglet saltmine som indeholdt en stor del af den tyske nationalformue. Skatkammeret indeholdt store mængder tyske papirpenge, stakke af uvurderlige malerier, dynger af plyndret guld og sølv juveler og service samt hvad der vurderedes til 250 mio. dollars i guldbarrer og -mønter fra forskellige lande. Den anden opdagelse, som 3. armé gjorde den 4. april, chokerede og ophidsede de som så den. Da 4. panserdivision og dele af 89. infanteridivision erobrede den lille by Ohrdruf, nogle få kilometer syd for byen Gotha, opdagede de den første nazistiske koncentrationslejr, som blev befriet af de Vestallierede.

### 12. armégruppe rykker frem til Elben (9. april)
Opholdet den 4. april i 3. armés fremrykning gav de andre arméer under Bradleys kommando tid til at nå Leine-floden omkring 80 km øst for Paderborn. Dermed alle tre arméer i 12. armégruppe nogenlunde på linje i deres fremrykning mod Elben. Den 9. april havde både 1. og 9. armé etableret brohoveder over Leine, hvilket fik Bradley til at give ordre til fremrykning øst på uden begrænsninger. Om morgenen den 10. april begyndte 12. armégruppes fremrykning til Elben for alvor.
Selv om Elben var det officielle mål mod øst, havde mange amerikanske generaler stadig Berlin i tankerne. Om aftenen den 11. april var enheder fra 9. armés 2. panserdivision, som tilsyneladende var opsat på at vise med hvilken lethed deres armé kunne erobre dette eftertragtede mål, hastet over 100 km østpå og havde nået Elben sydøst for Magdeburg, blot 80 km fra den tyske hovedstad. Den 12. april nåede yderligere enheder fra 9. armé frem til Elben og næste dag var de nået over på den østlige bred, hvor de håbede på at få lov til at fortsætte mod Berlin. To dage senere måtte disse håb opgives. Eisenhower sendte Bradley sin endelige afgørelse i sagen: 9. armé skulle blive hvor de var – der ville ikke blive tale om at forsøge at erobre Berlin. Herefter satte Simpson sine tropper til at fjerne lokale modstandslommer.
I 12. armégruppes centrum mødte Hodges' 1. armé noget kraftigere modstand, om end det dårligt nok fik betydning for hastigheden i fremrykningen. Da dens styrker nærmede sig Leipzig omkring 100 km syd for Magdeburg og 25 km inden Mulde-floden, stødte 1. armé ind i et af de få resterende områder med organiseret modstand. Her rettede tyskerne et tykt bælte af antiluftskytskanoner mod de amerikanske landstyrker, med ødelæggende effekt. Ved en kombination af omgåelse og natlige angreb kunne 1. armé ødelægge eller omgå kanonerne og de rykkede til sidst ind i Leipzig, som formelt overgav sig om morgenen den 20. april. Da dagen var omme havde de enheder, som havde erobret Leipzig sluttet sig til resten af 1. armé ved Mulde, hvor den havde fået ordre til at gøre holdt.
I mellemtiden var 3. armé på 12. armégruppes sydlige flanke rykket yderligere 50 km østpå og havde erobret Erfurt og Weimar og derpå den 12. april nået yderligere 50 km gennem den gamle slagmark fra 1806 ved Jena. Samme dag gav Eisenhower Patton ordre til at stoppe 3. armé ved Mulde-floden omkring 15 km før dens oprindelige mål, som var Chemnitz. Ændringen skyldtes en aftale mellem de amerikanske og sovjetiske militære ledere om at skabe en let genkendelig geografisk linje for at undgå sammenstød mellem de fremrykkende hære, men da 3. armé begyndte at nærme sig Mulde den 13. april fortsatte 12. korps, som var Pattons sydligste styrke at rykke mod sydøst sammen med 6. armégruppe for at rydde det sydlige Tyskland og rykke ind i Østrig. Efter at have erobret Coburg, omkring 80 km syd for Erfurt den 11. april erobrede 12. korps Bayreuth 55 længere mod sydøst den 14. april.
Som det var tilfældet gennem hele felttoget havde tyskerne evne til at kæmpe sporadisk og uforudsigelig under fremrykningen til linjen ved Elben og Mulde. Nogle områder blev tappert forsvaret, mens fjenden i andre områder overgav sig efter et symbolsk forsvar. Ved at sende panserkilerne uden om kraftigt forsvarede områder og derved isolere dem så de kunne nedkæmpes af senere bølger af infanteri lykkedes det Eisenhowers styrker at fastholde deres østlige fremrykning. En tysk styrke på 70.000 mand i Harzen 65 km nord for Erfurt blev neutraliseret på denne måde, og det samme blev byer som Erfurt, Jena og Leipzig.

### Første amerikanske armé får kontakt med de fremrykkende russere (25. april)
Alle enheder på Elben-Mulde linjen var ivrige efter at blive de første, som mødte den Røde Hær. I den sidste uge af april var det almindelig kendt, at de sovjetiske tropper var tæt på, og mange amerikanske patruljer trængte øst på fra Mulde i håb om at møde dem. Enheder fra 1. armés 5. korps var de første som fik kontakt. Kl. 11.30 den 25. april mødte en lille patrulje fra 69. infanteridivision en enlig russisk rytter i landsbyen Leckwitz. Adskillige andre patruljer fra 69. division havde tilsvarende møder senere på dagen og den 26. mødte divisionschefen generalmajor Emil F. Reinhardt generalmajor Vladimir Rusakov fra den sovjetiske 58. gardeinfanteridivision ved Torgau til den første officielle møde-ceremoni. Efter et næsten perfekt fremstød gennem Mellemtyskland var det lykkedes 12. armégruppe at dele Hitlers styrker i to.

### 6. armégruppes vej til Østrig
Mens 12. armégruppe bevægede sig østpå havde general Devers' 6. armégruppe længere mod syd den dobbelte opgave på den ene side at beskytte 12. armégruppes højre flanke og på den anden at undgå ethvert forsøg på at etablere et en sidste forsvarslinje i de sydtyske og østrigske alper. For at opnå begge mål skulle generalløjtnant Alexander Patchs 7. armé på Devers' venstre fløj foretage en stor buebevægelse, som først tog den mod nordøst langs Bradleys flanke og derpå svinge sydpå med 3. armé og erobre Nürnberg og München hvorefter den skulle fortsætte ind i Østrig. Den 1. franske armé under general Jean de Lattre de Tassigny skulle angribe mod syd og sydøst og erobre Stuttgart inden den fortsatte ned til den schweiziske grænse og ind i Østrig.
I begyndelsen var modstanden i 6. armégruppes område stærkere end den som mødte 12. armégruppe. De tyske styrker der var ganske enkelt ikke revet op i samme grad som de mod nord. Trods det brød 7. armé ud af sit brohoved ved Rhinen lige syd for Frankfurt den 28. marts med indsættelse af enheder fra 3 korps – 15. amerikanske korps mod nord, 21. amerikanske korps i centrum og 6. amerikanske korps mod syd. 15. korps' 45. infanteridivision kæmpede i 6 dage inden den indtog byen Aschaffenburg 55 km øst for Rhinen den 3. april. Mod syd mødte enheder fra 6. korps uventet kraftig modstand ved Heilbronn, 65 km inde i de det tyske bagland. Trods et bredt pansret fremstød for at omgå fjendens forsvarsstillinger tog det 9 dages intensive kampe, før Heillbronn var fuldt under amerikansk kontrol. Trods det var 7. armé den 11. april trængt igennem det tyske forsvar i dybden, især mod nord, og var klar til at begynde drejningen mod sydøst og syd. Da Eisenhower den 15. april gav hele Pattons 3. armé ordre til at rykke mod sydøst gennem Donau-dalen til Linz og sydpå til Salzburg og det centrale Østrig gav han også 6. armégruppe ordre til at foretage en tilsvarende drejning ind i Sydtyskland og det vestlige Østrig.
Under fremrykningen af denne nye akse løb 7. armé hurtigt Bamberg over 160 km øst for Rhinen på vej mod Nürnberg, som lå yderligere 50 km mod syd. Da dens styrker nåede Nürnberg den 16. april blev 7. armé mødt af den samme form for antiluftskyts kanonforsvar, som 1. armé stod overfor ved Leipzig. Først den 20. april efter at have gennembrudt ringen af antiluftskytskanoner og kampe fra hus til hus i byen blev byen erobret.
Efter erobringen af Nürnberg mødte 7. armé kun beskeden modstand, da 21. korps' 12. panserdivision hastede 80 km ned mod Donau, som blev krydset den 22. april. Resten af korpset fulgte flere dage senere og det samme gjorde 15. korps.
I mellemtiden på 7. armés højre fløj var 6. korps rykke sydøst på sammen med 1. franske armé. I en knibtangsmanøvre erobrede franskmændene Stuttgart den 21. april og den følgende dag fik begge arméer enheder frem til Donau. Ligeledes trængte 3. armé på 6. armés venstre flanke hurtigt frem overfor meget lidt modstand, og dens forreste enheder nåede floden den 24. april.
Da 6. armégruppe og 3. armé afsluttede erobringen af det sydlige Tyskland og nærmede sig Østrig stod det klart for de fleste observatører, både på allieret og tysk side, at krigen var omtrent slut. Mange byer hejste hvide overgivelsesflag for at undgå den ellers uundgåelige ødelæggelse, som var overgået de som ydede modstand, og tyske tropper overgav sig i titusindvis, nogle gange hele enheder ad gangen.

### Tredje armé får kontakt med femte armé ved den italienske grænse (4. maj)
Den 30. april erobrede enheder fra 7. armés 15. og 21. korps München 50 km syd for Donau mens de første enheder fra dens 6. korps allerede var trængt ind i Østrig to dage tidligere. Den 4. maj trængte 3. armés 5. og 12. korps ind i Tjekkoslovakiet og enheder fra 6. korps mødte enheder fra 5. amerikanske armé ved den italienske grænse således at der blev skabt forbindelse mellem operationsområderne i Nordeuropa og ved Middelhavet. Ligeledes den 4. maj efter en flytning af grænserne mellem hærene som placerede Salzburg i 7. armés område overgav denne by sig til enheder fra 15. korps. 15. korps erobrede også Berchtesgaden, den by, som skulle have været Hitlers kommandopost i Alpefæstningen. Da alle pas gennem alperne nu var blokeret, ville der ikke blive etableret en sidste skanse i Østrig eller noget andet sted. Nogle få dage senere ville krigen i Europa være ovre.

### 21. armégruppe overskrider Elben (29. april)
Mens de allierede hære i syd trængte frem til Alperne fortsatte Montgomerys 21. armégruppe mod nord og nordøst. Den britiske 2. armés højre fløj nåede Elben sydøst for Hamborg den 19. april. Dens venstre fløj kæmpede i en uge for at erobre Bremen, som faldt den 26. april. Den 29. april foretog briterne et angreb over Elben støttet den følgende dag af det nyligt tilbagevendte 18. luftbårne korps. Brohovedet udvidedes hurtigt og den 2. maj var Lübeck og Wismar 65 – 80 km øst for Elben i de Allieredes hænder således at tyskerne i Danmark og Slesvig-Holsten var afskåret.
På 21. armégruppes venstre side nåede et korps fra den 1. canadiske armé Nordsøen nær den tysk-hollandske grænse den 16. april, mens et andet trængte gennem det centrale Holland og derved omringede de resterende tyske tropper i landet. Af frygt for at de omringede tyskere ville oversvømme en stor del af landet og forårsage en sultkatastrofe blandt hollænderne, som allerede var på sultegrænsen godkendte Eisenhower en aftale med de lokale tyske hærchefer om at tillade de Allierede at nedkaste fødevarer til lokalbefolkningen til gengæld for en lokal våbenstilstand. De efterfølgende nedkastninger, som begyndte den 28. april markerede begyndelsen på det som skulle blive en enorm amerikanskledet indsats for at bringe det krigshærgede Europa på fode igen.

### Tyskland kapitulerer (8. maj)
I slutningen af april var Det tredje Rige i ruiner. Af områder, som fortsat var under tysk kontrol lå næsten ingen i selve Tyskland. Da Berlin var omtrent indtaget af russerne begik Adolf Hitler selvmord den 30. april, hvorved han overlod det til sin efterfølger storadmiral Karl Dönitz at kapitulere. Efter at have forsøgt at få en aftale hvor han kun skulle overgive sig til Vestmagterne – et forslag som summarisk blev afvist – gav Dönitz den 7. maj sin repræsentant, general Alfred Jodl, tilladelse til underskrive en kapitulation på alle fronter. De nødvendige dokumenter blev underskrevet samme dag og trådte i kraft den 8. maj. Trods spredt modstand fra nogle få isolerede enheder var krigen i Europa slut.

## Analyse
Ved starten på felttoget gennem Centraleuropa var den allierede sejr i Europa uundgåelig. Efter at have forspildt sin fremtidige muligheder for at forsvare Tyskland ved slaget i Ardennerne havde Hitler ingen styrker tilbage til at stoppe de stærke allierede hære. Trods det tvang Hitler de Allierede til at kæmpe, ofte indædt, for at opnå den endelige sejr. Selv da Tysklands håbløse situation stod klart for selv hans mest loyale underordnede nægtede Hitler at indrømme at have lidt nederlag. Først da sovjetiske artillerigranater begyndte at falde ved hans underjordiske bunker i Berlin, begyndte han at ane det endelige resultat.
Overgangen over Rhinen, omringningen og erobringen af Ruhr-distriktet samt fremrykningen til linjen ved Elben og Mulde og Alperne er alt sammen en del af det afsluttende felttog på Vestfronten og et paradeeksempel på de Allieredes overlegenhed i manøvrekrigsførelse. Ved at trække på erfaringerne fra udbruddet fra brohovedet i Normandiet og de Allieredes fremrykning til Rhinen demonstrerede de Allierede deres evne til at drage nytte af fortidens erfaringer. Ved at tilknytte mekaniseret infanteri til panserdivisionerne skabte de en blanding af styrke og mobilitet, som tjente dem godt under forfølgelsen gennem Tyskland. Nøglen til den vellykkede allierede indsats var den logistiske støtte, som holdt styrkerne forsynet med brændstof og viljen til at fastholde momentum i fremrykningen for enhver pris. Med disse mobile styrker, som gjorde en stor indsats for at isolere modstandslommer, som kunne nedkæmpes af yderligere infanteri, som fulgte tæt efter de forreste enheder fjernede de Allierede hurtigt tyskernes muligheder for at gøre modstand.
På deres side hævdede tilfangetagne tyske soldater ofte, at de var mere imponeret af amerikanernes artilleri end af deres kampvogne eller infanteri. De talte ofte om artilleriets præcision og den hast, hvormed det fandt sine mål, og især den rundhåndethed hvormed artillerigranater blev anvendt.
Set i bakspejlet var der meget få tvivlsomme beslutninger, som blev taget under udførelsen af felttoget. Måske kunne Patton have gennemført sin indledende overgang over Rhinen, nord for Mainz og undgået de tab som fulgte ved overgangen over Main. Ligeledes var det luftbårne angreb som støtte for 21. armégruppes overgang over Rhinen formentlig ikke risikoen værd, men disse beslutninger blev taget i god tro, og havde ikke større betydning for det endelige resultat af felttoget som helhed. Alt i alt var de Allieredes planer fremragende, hvilket sås i den hast hvormed deres mål blev nået. Ligesom den Røde Hærs ødelæggelse af de tyske hære i øst skabte Sovjetunionens rolle som supermagt efter krigen, så pegede den amerikanske hærs førende rolle i den afsluttende erobring, ikke blot ved at stille med tropper og udstyr, men også i form af strategi og taktik, på den vigtige nye rolle som De forenede Stater ville spille i Verden efter krigen.

## Fodnoter
1. ↑  Zaloga, Dennis p. 88
2. ↑  Hastings, p. 465 (kap. 12)
3. ↑  Bedessem, p. 3
4. ↑  Bedessem, pp. 3-6
5. 1 2 3 4  Bedessem, p. 6
6. 1 2  Keegan (1989), p. 182
7. ↑  Wendel, Marcus. "Heer". Axis History Factbook. Arkiveret fra originalen 29. oktober 2006. Hentet 23. oktober 2010.
8. 1 2 3  Bedessem, p. 7
9. 1 2  Bedessem, p. 8
10. 1 2 3  Bedessem, p. 9
11. ↑  Bedessem, pp. 9-10
12. ↑  Bedessem, p. 10
13. 1 2 3 4  Bedessem, p. 11
14. 1 2 3 4  Bedessem, p. 12
15. 1 2 3  Bedessem, p. 13
16. 1 2 3 4  Bedessem, p. 16
17. 1 2 3  Bedessem, p. 17
18. 1 2 3  Bedessem, p. 20
19. 1 2 3  Bedessem, p. 21
20. ↑  Bedessem, p. 22
21. ↑  Bedessem, pp.22-23
22. 1 2  Bedessem, p. 23
23. ↑  Bedessem, pp.23 & 26
24. 1 2 3  Bedessem, p. 26
25. ↑  Bedessem, p. 27
26. 1 2 3  Bedessem, p. 30
27. ↑  Bedessem, p. 31
28. ↑  Bedessem, pp. 31-32
29. 1 2 3 4  Bedessem, p. 32
30. ↑  Bedessem, p. 32-33
31. ↑  Bedessem, p. 33
32. ↑  Bedessem, p. 33-34
33. 1 2  Bedessem, p. 34
34. ↑  Bedessem, pp. 34-35
35. 1 2  Bedessem, p. 35